# 布勒维尔
布勒维尔（法語：Boulleville，法語發音：[bulvil]）是法国厄尔省的一个市镇，属于贝尔奈区。

## 地理
布勒维尔（49°22'5"N, 0°23'32"E）面积7.17 平方千米，位于法国诺曼底大区厄尔省，该省份为法国北部内陆省份，北起滨海塞纳省，西接奧恩省和卡爾瓦多斯省，南至厄尔-卢瓦省，东临瓦兹省、瓦兹河谷省和伊夫林省。
与布勒维尔接壤的市镇（或旧市镇、城区）包括：伯兹维尔、富尔贝克。

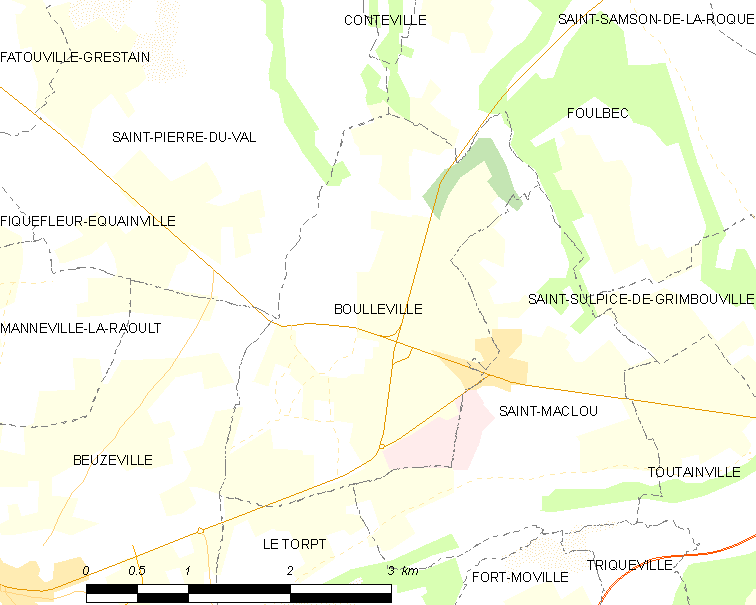
布勒维尔的OSM定位图

布勒维尔的时区为UTC+01:00、UTC+02:00（夏令时）。

## 行政
布勒维尔的邮政编码为27210，INSEE市镇编码为27100。

## 政治
布勒维尔所属的省级选区为伯兹维尔县。

## 人口

1962-2008年间布勒维尔人口变化图示

布勒维尔于2022年1月1日时的人口数量为1227人。